# Двапара-юга
Двапа́ра-ю́га (дев. द्वापर युग, IAST: dvāpara yuga) — третья из четырёх юг, или эпох, в индуистском временном цикле. В восходящей Дайва-юге-следует за Кали-югой и предшествует Трета-юге. В нисходящем полуцикле, соответственно, следует за Трета-югой и предшествует Кали-юге.
Если традиционная теория утверждает, что мы живём в кали-югу, то современная теория показывает, что кали-юга закончилась около 1699 года, сменившись на двапара-югу эволюции (восходящего движения).

## Атрибуты Двапара-юги
«Двапара» означает «два», и в нём две четверти добродетели и две четверти греховности. Люди недовольны и борются друг с другом. По сравнению с предыдущими двумя югами продолжается общий упадок, и дхарма опирается лишь на две «ноги». Людьми овладевают злоба и недовольство, распространяются болезни и другие несчастья.

## Традиционная теория
Двапара-юга длится 864 000 лет и благочестие уменьшается на одну четверть. В эту эпоху рождаются болезни, а также появляются стихийные бедствия в природе. Из четырёх брахманических качеств: аскетизма, чистоты, милосердия и правдивости, в Двапара-югу в полной мере проявлены только два последних. Продолжительность жизни людей по сравнению с предыдущей югой сокращается в десять раз и составляет около 1000 лет. Согласно «Бхагавата-пуране», Двапара-юга закончилась в день «ухода» Кришны.
Основной духовной практикой и методом самоосознания в Двапара-югу является поклонение божествам в храме. В эту югу Вьяса, литературное воплощение Бога, разделил единую Веду на четыре части: «Ригведу», «Самаведу», «Яджурведу» и «Атхарваведу».

## Современная теория
В XIX веке индийский гуру и астролог Шри Юктешвар поставил под сомнение традиционные воззрения относительно длительности всех юг. Согласно его подсчётам, впервые опубликованным в 1894 году в книге «Святая наука», один полный цикл длится 24 000 лет и состоит из восходящего и нисходящего полуциклов по 12000 лет (Кали-юга 1200 лет, Двапара-юга 2400 лет, Трета-юга 3600 лет и Сатья-юга — 4800 лет). Таким образом, Двапара-юга длится 2400 земных лет, из них 400 (200 + 200) приходятся на так называемые переходные периоды (сандхья и сандхьяса). Более того, Шри Юктешвар утверждает, что в настоящее время мир движется через восходящую Двапара-югу, которая началась около 1699 года:
Когда столетний переходный период [от Кали-юги к Двапара-юге] вступил в силу, человек начал пробуждаться к восприятию тонких сил, панчатанматра, или атрибутов электричества; в мире политики также начал воцаряться покой. Приблизительно в 1600 году н. э. Уильям Гильберт обнаружил существование магнитных сил и исследовал электрические свойства тел. В 1609 году Кеплер сформулировал существенные по своей значимости законы астрономии, а Галилей сконструировал телескоп. В 1621 году нидерландский изобретатель Дреббель изобрёл микроскоп. Приблизительно в 1670 году Ньютон открыл закон всемирного тяготения. В 1700 году Томас Севери применил паровой двигатель для подъема воды. Двадцать лет спустя Стивен Грей исследует электропроводность человеческого тела.